# Allan Harris
Allan Harris   (Londres, 28 de desembre de 1942 - Epsom, 23 de novembre de 2017) és un exfutbolista anglès de la dècada de 1960 i entrenador de futbol.
Com a futbolista destacà a Chelsea FC, Coventry City FC i Queens Park Rangers FC.
Com a entrenador fou assistent de Terry Venables a Crystal Palace FC, QPR i FC Barcelona. El 1989 fou fitxat pel RCD Espanyol, però davant les protestes dels seguidors fou substituït per Benet Joanet a la pretemporada sense haver, ni tan sols, realitzat un entrenament.